# Frigoria

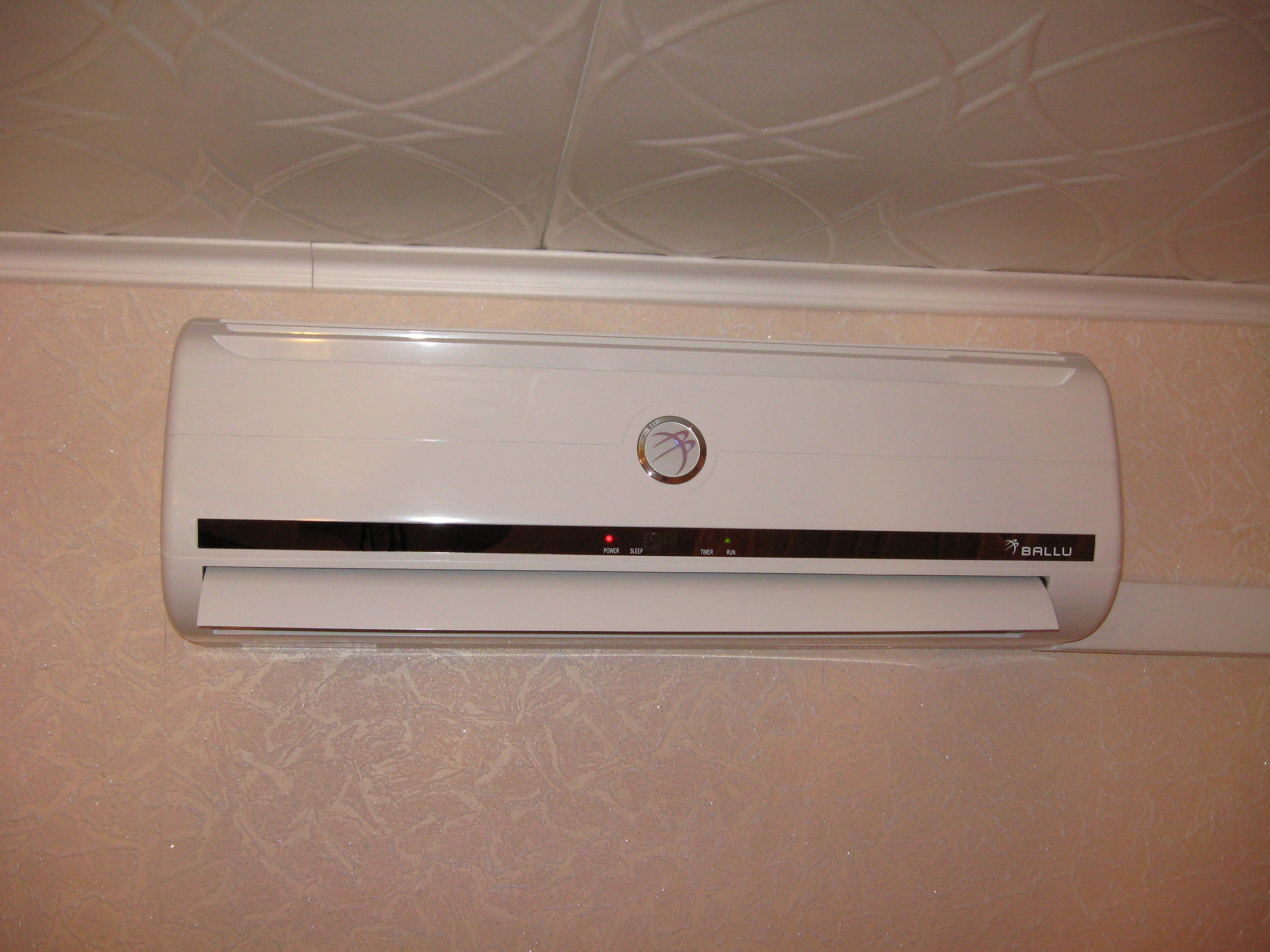
Element interior d'un aparell d'aire condicionat partit (en anglès, split) domèstic de paret. Per a una habitació solen requerir unes dues mil o tres mil frigories.

La frigoria és una unitat de mesura de la calor, o del fred, que és la "no-calor", creada per a fer més confortable l'ús d'unitats de calor quan el seu ús és negatiu. Es defineix una frigoria com una kilocaloria negativa. El seu símbol és fg.
La frigoria s'utilitza com a mesura informal en l'àmbit de l'absorció calòrica, d'aquí el seu signe negatiu.

## Equivalències
- 1 frigoria = -1 kilocaloria
- 1 fg = -1 kilocaloria
- 1 kilojoule = -0,24 frigories
- 1 fg = -4,184 J